# Ramir II d'Aragó
Ramir II d'Aragó, anomenat el Monjo (24 d'abril de 1086 - Monestir de Sant Pere el Vell, 16 d'agost de 1157), fou rei d'Aragó, comte de Ribagorça i de Sobrarb (1134-1137) i bisbe de Roda-Barbastre (1134).

## Orígens familiars
Fill segon del rei Sanç I d'Aragó i Pamplona i de la seva segona muller, Felícia de Roucy. Fou germanastre del difunt rei Pere I d'Aragó, i germà del també difunt rei Alfons I d'Aragó.
|  |                               |  |  |  |  |  |  |  |  |  |  |  |  |  |  |  |
|  | 16. Garcia II de Pamplona     |  |  |  |  |  |  |  |  |  |  |  |  |  |  |  |
|  |                               |  |  |  |  |  |  |  |  |  |  |  |  |  |  |  |
|  |                               |  |  |  |  |  |  |  |  |  |  |  |  |  |  |  |
|  | 8. Sanç III de Pamplona       |  |  |  |  |  |  |  |  |  |  |  |  |  |  |  |
|  |                               |  |  |  |  |  |  |  |  |  |  |  |  |  |  |  |
|  |                               |  |  |  |  |  |  |  |  |  |  |  |  |  |  |  |
|  | 17. Ximena Fernández          |  |  |  |  |  |  |  |  |  |  |  |  |  |  |  |
|  |                               |  |  |  |  |  |  |  |  |  |  |  |  |  |  |  |
|  |                               |  |  |  |  |  |  |  |  |  |  |  |  |  |  |  |
|  | 4. Ramir I d'Aragó            |  |  |  |  |  |  |  |  |  |  |  |  |  |  |  |
|  |                               |  |  |  |  |  |  |  |  |  |  |  |  |  |  |  |
|  |                               |  |  |  |  |  |  |  |  |  |  |  |  |  |  |  |
|  | 18. ?                         |  |  |  |  |  |  |  |  |  |  |  |  |  |  |  |
|  |                               |  |  |  |  |  |  |  |  |  |  |  |  |  |  |  |
|  |                               |  |  |  |  |  |  |  |  |  |  |  |  |  |  |  |
|  | 9. Sança d'Aybar              |  |  |  |  |  |  |  |  |  |  |  |  |  |  |  |
|  |                               |  |  |  |  |  |  |  |  |  |  |  |  |  |  |  |
|  |                               |  |  |  |  |  |  |  |  |  |  |  |  |  |  |  |
|  | 19. ?                         |  |  |  |  |  |  |  |  |  |  |  |  |  |  |  |
|  |                               |  |  |  |  |  |  |  |  |  |  |  |  |  |  |  |
|  |                               |  |  |  |  |  |  |  |  |  |  |  |  |  |  |  |
|  | 2. Sanç I d'Aragó             |  |  |  |  |  |  |  |  |  |  |  |  |  |  |  |
|  |                               |  |  |  |  |  |  |  |  |  |  |  |  |  |  |  |
|  |                               |  |  |  |  |  |  |  |  |  |  |  |  |  |  |  |
|  | 20. Roger I de Carcassona     |  |  |  |  |  |  |  |  |  |  |  |  |  |  |  |
|  |                               |  |  |  |  |  |  |  |  |  |  |  |  |  |  |  |
|  |                               |  |  |  |  |  |  |  |  |  |  |  |  |  |  |  |
|  | 10. Bernat I de Foix          |  |  |  |  |  |  |  |  |  |  |  |  |  |  |  |
|  |                               |  |  |  |  |  |  |  |  |  |  |  |  |  |  |  |
|  |                               |  |  |  |  |  |  |  |  |  |  |  |  |  |  |  |
|  | 21. Adelaida de Gavaldà       |  |  |  |  |  |  |  |  |  |  |  |  |  |  |  |
|  |                               |  |  |  |  |  |  |  |  |  |  |  |  |  |  |  |
|  |                               |  |  |  |  |  |  |  |  |  |  |  |  |  |  |  |
|  | 5. Ermessenda de Bigorra      |  |  |  |  |  |  |  |  |  |  |  |  |  |  |  |
|  |                               |  |  |  |  |  |  |  |  |  |  |  |  |  |  |  |
|  |                               |  |  |  |  |  |  |  |  |  |  |  |  |  |  |  |
|  | 22. ?                         |  |  |  |  |  |  |  |  |  |  |  |  |  |  |  |
|  |                               |  |  |  |  |  |  |  |  |  |  |  |  |  |  |  |
|  |                               |  |  |  |  |  |  |  |  |  |  |  |  |  |  |  |
|  | 11. Garsenda de Bigorra       |  |  |  |  |  |  |  |  |  |  |  |  |  |  |  |
|  |                               |  |  |  |  |  |  |  |  |  |  |  |  |  |  |  |
|  |                               |  |  |  |  |  |  |  |  |  |  |  |  |  |  |  |
|  | 23. ?                         |  |  |  |  |  |  |  |  |  |  |  |  |  |  |  |
|  |                               |  |  |  |  |  |  |  |  |  |  |  |  |  |  |  |
|  |                               |  |  |  |  |  |  |  |  |  |  |  |  |  |  |  |
|  | 1. Ramir II d'Aragó           |  |  |  |  |  |  |  |  |  |  |  |  |  |  |  |
|  |                               |  |  |  |  |  |  |  |  |  |  |  |  |  |  |  |
|  |                               |  |  |  |  |  |  |  |  |  |  |  |  |  |  |  |
|  | 24. Hilduin II de Montdidier  |  |  |  |  |  |  |  |  |  |  |  |  |  |  |  |
|  |                               |  |  |  |  |  |  |  |  |  |  |  |  |  |  |  |
|  |                               |  |  |  |  |  |  |  |  |  |  |  |  |  |  |  |
|  | 12. Hilduin III de Montdidier |  |  |  |  |  |  |  |  |  |  |  |  |  |  |  |
|  |                               |  |  |  |  |  |  |  |  |  |  |  |  |  |  |  |
|  |                               |  |  |  |  |  |  |  |  |  |  |  |  |  |  |  |
|  | 25. Helvide de Laon           |  |  |  |  |  |  |  |  |  |  |  |  |  |  |  |
|  |                               |  |  |  |  |  |  |  |  |  |  |  |  |  |  |  |
|  |                               |  |  |  |  |  |  |  |  |  |  |  |  |  |  |  |
|  | 6. Hilduin IV de Montdidier   |  |  |  |  |  |  |  |  |  |  |  |  |  |  |  |
|  |                               |  |  |  |  |  |  |  |  |  |  |  |  |  |  |  |
|  |                               |  |  |  |  |  |  |  |  |  |  |  |  |  |  |  |
|  | 26. ?                         |  |  |  |  |  |  |  |  |  |  |  |  |  |  |  |
|  |                               |  |  |  |  |  |  |  |  |  |  |  |  |  |  |  |
|  |                               |  |  |  |  |  |  |  |  |  |  |  |  |  |  |  |
|  | 13. ?                         |  |  |  |  |  |  |  |  |  |  |  |  |  |  |  |
|  |                               |  |  |  |  |  |  |  |  |  |  |  |  |  |  |  |
|  |                               |  |  |  |  |  |  |  |  |  |  |  |  |  |  |  |
|  | 27. ?                         |  |  |  |  |  |  |  |  |  |  |  |  |  |  |  |
|  |                               |  |  |  |  |  |  |  |  |  |  |  |  |  |  |  |
|  |                               |  |  |  |  |  |  |  |  |  |  |  |  |  |  |  |
|  | 3. Felícia de Roucy           |  |  |  |  |  |  |  |  |  |  |  |  |  |  |  |
|  |                               |  |  |  |  |  |  |  |  |  |  |  |  |  |  |  |
|  |                               |  |  |  |  |  |  |  |  |  |  |  |  |  |  |  |
|  | 28. Gilbert de Roucy          |  |  |  |  |  |  |  |  |  |  |  |  |  |  |  |
|  |                               |  |  |  |  |  |  |  |  |  |  |  |  |  |  |  |
|  |                               |  |  |  |  |  |  |  |  |  |  |  |  |  |  |  |
|  | 14. Ebles de Roucy            |  |  |  |  |  |  |  |  |  |  |  |  |  |  |  |
|  |                               |  |  |  |  |  |  |  |  |  |  |  |  |  |  |  |
|  |                               |  |  |  |  |  |  |  |  |  |  |  |  |  |  |  |
|  | 29. ?                         |  |  |  |  |  |  |  |  |  |  |  |  |  |  |  |
|  |                               |  |  |  |  |  |  |  |  |  |  |  |  |  |  |  |
|  |                               |  |  |  |  |  |  |  |  |  |  |  |  |  |  |  |
|  | 7. Alícia Adela de Roucy      |  |  |  |  |  |  |  |  |  |  |  |  |  |  |  |
|  |                               |  |  |  |  |  |  |  |  |  |  |  |  |  |  |  |
|  |                               |  |  |  |  |  |  |  |  |  |  |  |  |  |  |  |
|  | 30. Regnier IV de Mons        |  |  |  |  |  |  |  |  |  |  |  |  |  |  |  |
|  |                               |  |  |  |  |  |  |  |  |  |  |  |  |  |  |  |
|  |                               |  |  |  |  |  |  |  |  |  |  |  |  |  |  |  |
|  | 15. Beatriu de Mons           |  |  |  |  |  |  |  |  |  |  |  |  |  |  |  |
|  |                               |  |  |  |  |  |  |  |  |  |  |  |  |  |  |  |
|  |                               |  |  |  |  |  |  |  |  |  |  |  |  |  |  |  |
|  | 31. Hedwig Capet              |  |  |  |  |  |  |  |  |  |  |  |  |  |  |  |
|  |                               |  |  |  |  |  |  |  |  |  |  |  |  |  |  |  |
|  |                               |  |  |  |  |  |  |  |  |  |  |  |  |  |  |  |

## Núpcies i descendents
Va mostrar una gran preocupació perquè la corona no quedés sense hereu. Després de l'oposició dels nobles aragonesos en intentar adoptar Garcia V de Navarra com a fill, va decidir casar-se i trencar el seu vot de castedat.
- 1135. ∞ Agnès de Poitiers; 1135, 13 de novembre, catedral de Jaca
  - 1. la infanta Peronella d'Aragó (1136-1173), reina d'Aragó, comtessa de Ribagorça, comtessa de Sobrarb i comtessa consort de Barcelona.

## Vida eclesial

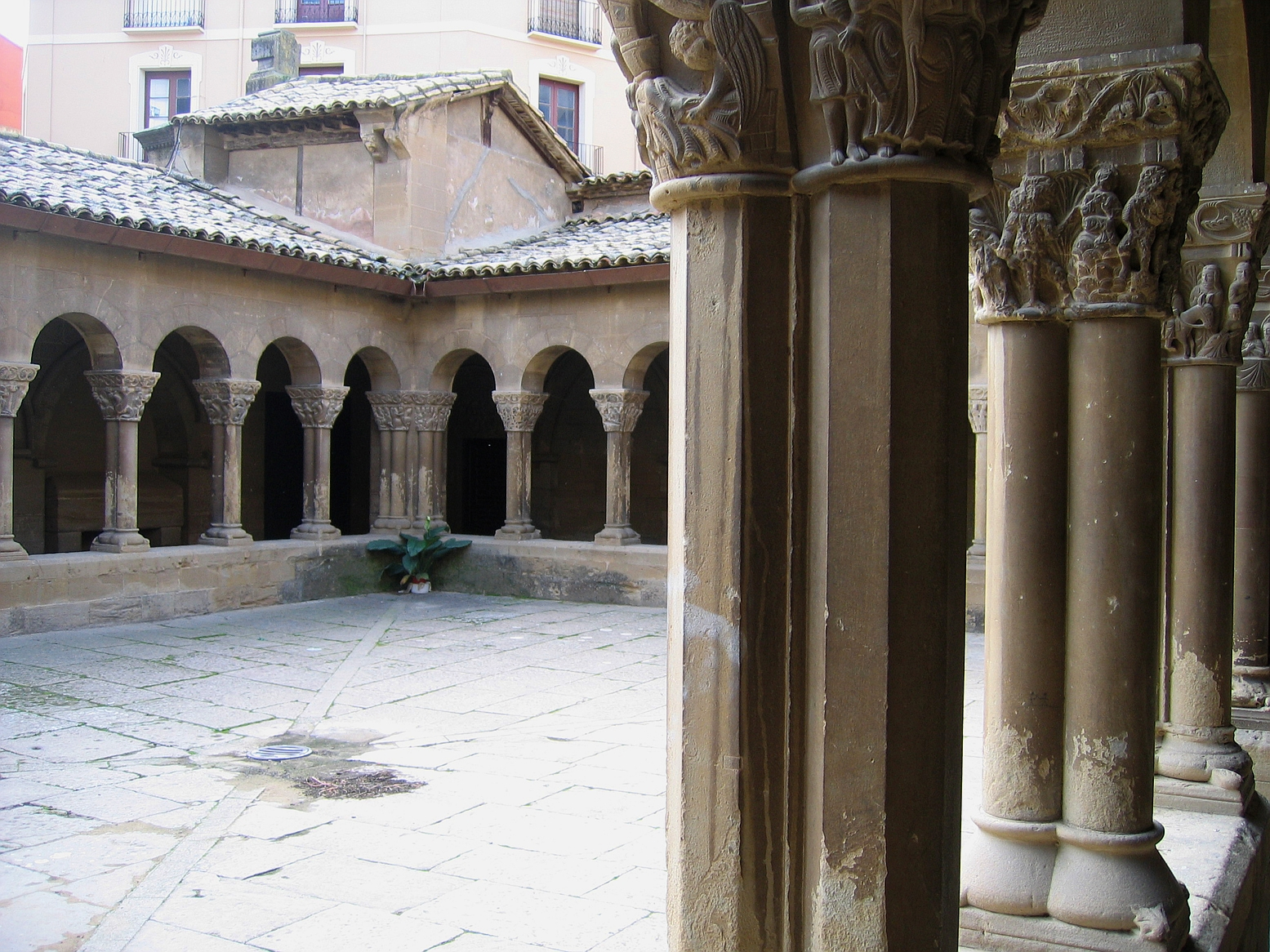
Monestir de Sant Pere el Vell, (Osca)

El 3 de maig del 1093, a l'edat de 7 anys, el seu pare l'entregà com a monjo al monestir occità de Sant Ponç de Tomeres. El 1111 el seu germà el rei Alfons I d'Aragó s'enfrontà a la seva muller Urraca I de Lleó, que es refugià a l'abadia de Sant Benet a Sahagún en espera de la nul·litat papal del matrimoni; aquesta situació desembocaria en el saqueig de l'abadia aquell mateix 1111 per part dels burgesos de Sahagún recolzats per les tropes aragoneses d'Alfons I d'Aragó, que després del saqueig nomenà al seu germà, de 25 anys, nou abat de Sahagún (Lleó). El 1117 el seu germà el rei Alfons I d'Aragó inicià les obres del Monestir de Sant Pere el Vell (Osca), i Ramir en va ser nomenat prior. Finalment el 1134, poc abans de la mort del seu germà el rei Alfons I d'Aragó i a l'edat de 46 anys, fou nomenat bisbe de Roda de Ribagorça, però no tingué temps de ser consagrat ni en pogué prendre possessió.

## La mort del seu germà el rei d'Alfons I d'Aragó
La mort del seu germà el rei Alfons I d'Aragó provocà un complex procés successori que desembocà en l'adveniment del Casal comtal de Barcelona a la Casa reial d'Aragó i té el seu origen en el Testament d'Alfons I d'Aragó. El rei Alfons I d'Aragó "el Batallador" redactà el testament l'octubre del 1131 durant el Setge de Baiona, i el ratificà novament el 4 de setembre del 1134. El testament s'inicia amb la donació d'algunes tinences a diversos monestirs i catedrals; seguidament procedeix a donar la totalitat del regne d'Aragó, "A aquests tres concedeixo tot el meu regne", als ordes militars existents aleshores i de recent creació: Orde de Sant Joan de Jerusalem, Orde del Temple de Salomó i Orde del Sant Sepulcre de Jerusalem.
| «                                                | Per després de la meva mort, deixo hereu i senyor al Sepulcre del Senyor, que està a Jerusalem, ia aquells que cuiden i custodien i serveixen a Déu, i l'Hospital dels Pobres, que està a Jerusalem, i al Temple de Salomó, amb els cavallers que tenen cura de defensar el nom de la cristiandat. A aquests tres concedeixo tot el meu regne. Així el domini que tinc en la terra del meu regne, el principat i el dret que tinc a tots els homes de la meva terra, tant en clergues com a laics, bisbes, abats, canonges, monjos, optimates, cavallers, burgesos, rústics, mercaders, homes, dones, petits i grans, rics i pobres, jueus i sarraïns, per tal llei i costum com el meu pare i el meu germà i jo fins ara vam tenir o hem d'haver. (....) Per tot el meu regne, com sobreescrit està, i tota la meva terra, com tinc i com adquirir o en el futur adquireixi, amb l'auxili de Déu, qualsevol cosa que jo ara dono i en endavant legítimament podré donar, tot el atorgar i concedeixo al Sepulcre del Senyor i l'Hospital dels pobres i la milícia del Temple de Salomó, perquè ells tinguin i posseeixin per tres parts justes i iguals. | » |
| — Alfons I d'Aragó i Pamplona, Testament de 1131 | |   |

Segons l'historiador Antonio Ubieto, el testament és fruit de l'avançada edat del rei i de l'estat psicològic de "decrepitud mental i física".

## La lluita pel tron

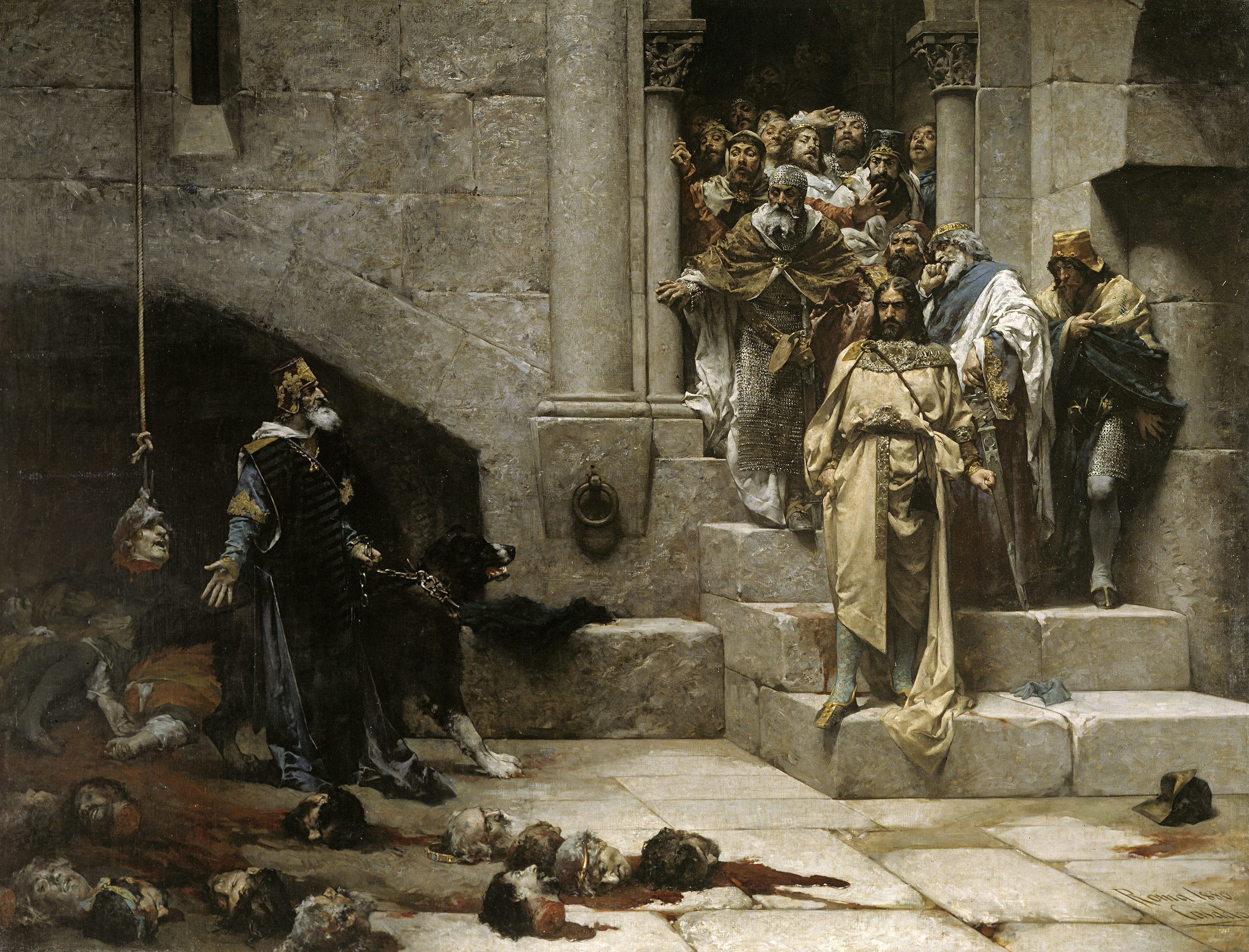
Llegenda de la Campana d'Osca, de José Casado del Alisal

El seu germà, el rei Alfons I el Bataller, va fer hereus dels seus regnes els Ordes militars, però a la seva mort en el Setge de Fraga ningú va pensar a complir aquest testament i els nobles aragonesos, reunits a Jaca van reconèixer Ramir com a rei. Per la seva banda, els navarresos van escollir Garcia V el Restaurador. En aquest moment Ramir, que era bisbe de Roda-Barbastre, renuncià al càrrec i ocupà el tron.
Malgrat que no tenia experiència política, va sufocar amb èxit diverses revoltes durant el seu regnat, que solament va durar tres anys, doncs al Regne d'Aragó hi havia diversos bàndols nobiliaris que lluitaven per arribar a majors cotes de poder i riquesa, que es van enfrontar entre ells aprofitant el canvi de monarca. En una d'aquestes disputes, Ramir II va estar a punt de perdre el tron, i s'hagué de refugiar a Besalú el 1135. Al seu retorn va solucionar el problema ordenant decapitar diversos nobles que havien assaltat una caravana de musulmans en temps de treva, fet que va donar origen a la llegenda de la campana d'Osca
La Llegenda de l'elecció de Ramir el Monjo és una llegenda sobre el procés que va portar a l'elecció del bisbe Ramir com a rei d'Aragó recollida per primera vegada a De rebus Hispaniae del bisbe navarrès de Toledo Rodrigo Ximénez de Rada i que després es recollirà a les Cròniques dels reis d'Aragó e comtes de Barcelona. Un aspecte destacat de la llegenda és que la dissensió que mogué als nobles navarresos a proclamar pel seu compte a Garcia Ramires es degué al fet que Pero d'Atarés s'estava banyant.

## Capitulacions de Barbastre
Va donar el seu regne i la seva filla Peronella d'Aragó, d'un any d'edat, al comte de Barcelona Ramon Berenguer IV. La donació es va signar a Barbastre l'11 d'agost de 1137 i es produiria el dia que ell volgués. El comte quedava com a rei en cas que la seva muller Peronella morís sense fills.
El 27 d'agost d'aquest mateix any, durant la seva estada en el castell d'Ayerbe, Ramir redactà un segon document en el qual es compromet a no fer donacions sense l'aprovació del comte barceloní. I el 13 de novembre, Ramir II, en un altre document, anuncia als seus súbdits, que sense renunciar formalment a la dignitat del títol de rei, va cedir tota l'autoritat efectiva del regne al seu gendre Ramón Berenguer, qui es va convertir en "príncep dels aragonesos" (Princeps Aragonensis). Des d'aquest moment Ramon Berenguer, amb títol de comte de Barcelona i príncep d'Aragó, es fa càrrec dels dos estats.
El mes d'agost de 1150 es van celebrar les noces del comte Ramon Berenguer i Peronella d'Aragó a Lleida.
Ramir va retenir el títol de rei fins a la seva mort en 1157, en què va passar a la seva filla Peronella, quan encara viu el Ramon Berenguer.

## Retir
Sembla que els últims dies de Ramir van transcórrer entre el Monestir de Sant Pere el Vell d'Osca i la seva possessió de Sant Úrbez de Sarrablo. Va morir a Osca el dia 16 d'agost de 1157 i fou enterrat a la capella de Sant Bartomeu de San Pedro el Viejo.

## Títols i successors

Signum Regis de Ramir II d'Araó; s'hi aprecien les lletres alfa i omega

- A setembre del 1134: Ego Ranimirus, Dei gratia rex[11]

- A 14 d'octubre del 1134: Ego Raimiro, Dei gratia rex[12]

- A gener del 1135: Ego quidem Ranimirus Dei gratia Aragonensium rex (...) Regnante me Dei gratia rex in Aragone et in Superarbi atque in Ripacurcia[13]

- A agost del 1135: Ego Ranimirus Dei gratia Aragonensium rex (...) regnante me Dei gratia rex Ranimirus in Aragon et in Suprarbe atque in Ripacurcia[13]

- A 11 de setembre del 1135: ego, Rannimirus rex, filius Sancii regis (...) Ego Rannimirus rex[14]

- A 11 d'agost del 1137, Capítols matrimonials de Barbastre (1137): Ego Rammirus, Dei gratia rex aragonensis[15]

- A 27 d'agost del 1137, Confirmació d'Ayerbe (1137): Rammirus, rex aragonensis[16]

- A 13 de novembre del 1137, Renúncia de Saragossa (1137): ego Rammirus, Dei gratia rex aragonensis (...) ego Rammirus, aragonensium rex[17]

| Ramir II d'Aragó Casa d'Aragó del Llinatge de PamplonaNaixement: 24 d'abril del 1086 Mort: Osca, 16 d'agost de 1157 | |                                          |
| Títols | |                                          |
| Precedit per: Alfons I d'Aragó (germà) Segons el Testament d'Alfons I d'Aragó el regne havia de passar a les Ordes Militars, però alguns nobles aragones proclamarent successor el seu germà Ramir II d'Aragó "el Monjo" | Rei d'Aragó (Llista de reis d'Aragó) Rei d'Aragó, Comte de Ribagorça, Comte de Sobrarb (1134–1157) | Succeït per: Peronella I d'Aragó (filla) |